# Lasalgaon
Lasalgaon é uma vila no distrito de Nashik, no estado indiano de Maharashtra.

## Geografia
Lasalgaon está localizada a 20° 09′ N, 74° 14′ L. Tem uma altitude média de 581 metros (1906 pés).

## Demografia
Segundo o censo de 2001, Lasalgaon tinha uma população de 12,525 habitantes. Os indivíduos do sexo masculino constituem 52% da população e os do sexo feminino 48%. Lasalgaon tem uma taxa de literacia de 77%, superior à média nacional de 59.5%: a literacia no sexo masculino é de 82% e no sexo feminino é de 72%. Em Lasalgaon, 11% da população está abaixo dos 6 anos de idade.